# Підгать
Пі́дгать (пол. Podgać) — місто в Україні, у Мостиській міській громаді Яворівського району Львівської області. Населення становить 588 осіб. До 2016 року орган місцевого самоврядування — Мостиська міська рада.

## Географія
Село розташоване за 4 км на північний схід від міста Мостиська, на північ — село Соколя, на схід — село Арламівська Воля, на південний-схід — село Гостинцеве.

## Історія
Село засноване 1480 року.
У 2016 році, в ході децентралізації, село увійшло до складу Мостиської міської громади.
17 липня 2020 року, в результаті адміністративно-територіальної реформи та ліквідації Мостиського району, село увійшло до складу Яворівського району.